# Багамские Острова на летних Олимпийских играх 2016
Багамские Острова на летних Олимпийских играх 2016 года были представлены 29 спортсменами в 3 видах спорта. На церемонии открытия Игр право нести национальный флаг было доверено серебряному призёру чемпионата мира 2015 года в беге на 400 метров легкоатлетке Шоне Миллер, а на церемонии закрытия ещё одному легкоатлету Ливану Сэндсу, ставшему 18-м в тройном прыжке. По итогам соревнований на счету багамских спортсменов было 2 медали в лёгкой атлетике. Золото в беге на 400 метров завоевала Шона Миллер и бронзовая медаль на счету мужской эстафетной сборной 4×400 метров, которые защищали титул олимпийских чемпионов, завоёванный на Играх в Лондоне. Две завоёванные медали позволили сборной Багамских Островов занять 51-е место в неофициальном медальном зачёте.

## Медали
| Золото |                                                                      |                                                  |            |
| №      | Спортсмены                                                           | Вид спорта (дисциплина)                          | Дата       |
| 1      | Шона Миллер                                                          | Лёгкая атлетика (бег на 400 метров, женщины)     | 15 августа |
| Бронза |                                                                      |                                                  |            |
| №      | Спортсмены                                                           | Вид спорта (дисциплина)                          | Дата       |
| 1      | Алонсо Расселл Майкл Мэтью Стивен Гардинер Крис Браун Стивен Ньюболд | Лёгкая атлетика (эстафета 4×400 метров, мужчины) | 20 августа |

## Состав сборной
Академическая гребля
1. Эмили Морли

 Лёгкая атлетика
1. Крис Браун
2. Тревор Бэрри
3. Стивен Гардинер
4. Джеффри Гибсон
5. Эдриан Гриффит
6. Латарио Колли-Миннс
7. Майкл Мэтью
8. Стивен Ньюболд
9. Деметриус Пиндер
10. Алонсо Расселл
11. Джамиал Ролл
12. Терай Смит
13. Ливан Сэндс
14. Дональд Томас
15. Джамал Уилсон
16. Шавес Харт
17. Кристина Амертил
18. Тиния Гайтер
19. Ланис Кларк
20. Кармиша Кокс
21. Шона Миллер-Уйбо
22. Педря Сеймур
23. Антоника Страчан
24. Бьянка Стюарт
25. Шеника Фергюсон

 Плавание
1. Дастин Тайнс
2. Арианна Вандерпул-Уоллес
3. Джоанна Эванс

## Результаты соревнований

### Академическая гребля
В следующий раунд из каждого заезда проходят несколько лучших экипажей (в зависимости от дисциплины). В отборочный заезд попадают спортсмены, выбывшие в предварительном раунде. В финал A выходят 6 сильнейших экипажей, остальные разыгрывают места в утешительных финалах B-F.
Женщины
| Соревнование | Спортсмены  | Предварительный заезд | Предварительный заезд | Предварительный заезд | Отборочный заезд | Отборочный заезд | Отборочный заезд | Четвертьфинал  | Четвертьфинал  | Четвертьфинал  | Полуфинал     | Полуфинал     | Полуфинал     | Финал   | Финал   | Итоговое место |
| Соревнование | Спортсмены  | Заезд                 | Время                 | Место                 | Заезд            | Время            | Место            | Заезд          | Время          | Место          | Заезд         | Время         | Место         | Время   | Место   | Итоговое место |
| ------------ | ----------- | --------------------- | --------------------- | --------------------- | ---------------- | ---------------- | ---------------- | -------------- | -------------- | -------------- | ------------- | ------------- | ------------- | ------- | ------- | -------------- |
| одиночки     | Эмили Морли | 1                     | 9:22,12               | 6                     | 1                | 8:22,77          | 4                | не участвовала | не участвовала | не участвовала | Полуфинал E/F | Полуфинал E/F | Полуфинал E/F | Финал E | Финал E |                |
| одиночки     | Эмили Морли | 1                     | 9:22,12               | 6                     | 1                | 8:22,77          | 4                | не участвовала | не участвовала | не участвовала | 2             | 8:46,09       | 3             |         |         |                |

### Водные виды спорта

#### Плавание
В следующий раунд на каждой дистанции проходят спортсмены, показавшие лучший результат, независимо от места, занятого в своём заплыве.
Мужчины
| Дистанция          | Спортсмены   | Предварительный раунд | Предварительный раунд | Предварительный раунд | Полуфинал            | Полуфинал            | Полуфинал            | Финал                | Финал                |
| Дистанция          | Спортсмены   | Заплыв                | Результат             | Место                 | Заплыв               | Результат            | Место                | Результат            | Место                |
| ------------------ | ------------ | --------------------- | --------------------- | --------------------- | -------------------- | -------------------- | -------------------- | -------------------- | -------------------- |
| 100 метров брассом | Дастин Тайнс | 2                     | 1:03,71               | 44                    | Завершил выступление | Завершил выступление | Завершил выступление | Завершил выступление | Завершил выступление |

Женщины
| Дистанция                 | Спортсмены               | Предварительный раунд | Предварительный раунд | Предварительный раунд | Полуфинал             | Полуфинал             | Полуфинал             | Финал                 | Финал                 |
| Дистанция                 | Спортсмены               | Заплыв                | Результат             | Место                 | Заплыв                | Результат             | Место                 | Результат             | Место                 |
| ------------------------- | ------------------------ | --------------------- | --------------------- | --------------------- | --------------------- | --------------------- | --------------------- | --------------------- | --------------------- |
| 50 метров вольным стилем  | Арианна Вандерпул-Уоллес |                       |                       |                       |                       |                       |                       |                       |                       |
| 100 метров вольным стилем | Арианна Вандерпул-Уоллес | 5                     | 54,56                 | 18                    | завершила выступление | завершила выступление | завершила выступление | завершила выступление | завершила выступление |
| 200 метров вольным стилем | Джоанна Эванс            | 2                     | 2:01,27               | 37                    | завершила выступление | завершила выступление | завершила выступление | завершила выступление | завершила выступление |
| 400 метров вольным стилем | Джоанна Эванс            | 1                     | 4:07,60               | 13                    | не проводится         | не проводится         | не проводится         | завершила выступление | завершила выступление |
| 800 метров вольным стилем | Джоанна Эванс            |                       |                       |                       | не проводится         | не проводится         | не проводится         |                       |                       |

### Лёгкая атлетика
Мужчины
Беговые дисциплины
| Дисциплина                    | Спортсмен                                                | Предварительный раунд | Предварительный раунд | Предварительный раунд | Четвертьфиналы | Четвертьфиналы | Четвертьфиналы | Полуфиналы                                            | Полуфиналы                                            | Полуфиналы                                            | Финал | Финал |
| Дисциплина                    | Спортсмен                                                | Забег                 | Время                 | Место                 | Забег          | Время          | Место          | Забег                                                 | Время                                                 | Место                                                 | Время | Место |
| ----------------------------- | -------------------------------------------------------- | --------------------- | --------------------- | --------------------- | -------------- | -------------- | -------------- | ----------------------------------------------------- | ----------------------------------------------------- | ----------------------------------------------------- | ----- | ----- |
| бег на 100 метров             | Джамиал Ролл                                             |                       |                       |                       |                |                |                |                                                       |                                                       |                                                       |       |       |
| бег на 100 метров             | Шавес Харт                                               |                       |                       |                       |                |                |                |                                                       |                                                       |                                                       |       |       |
| бег на 100 метров             | Эдриан Гриффит                                           |                       |                       |                       |                |                |                |                                                       |                                                       |                                                       |       |       |
| бег на 200 метров             | Шавес Харт                                               |                       |                       |                       | не проводится  | не проводится  | не проводится  |                                                       |                                                       |                                                       |       |       |
| бег на 200 метров             | Деметриус Пиндер                                         |                       |                       |                       | не проводится  | не проводится  | не проводится  |                                                       |                                                       |                                                       |       |       |
| бег на 200 метров             | Терай Смит                                               |                       |                       |                       | не проводится  | не проводится  | не проводится  |                                                       |                                                       |                                                       |       |       |
| бег на 400 метров             | Стивен Гардинер                                          |                       |                       |                       | не проводится  | не проводится  | не проводится  |                                                       |                                                       |                                                       |       |       |
| бег на 400 метров             | Крис Браун                                               |                       |                       |                       | не проводится  | не проводится  | не проводится  |                                                       |                                                       |                                                       |       |       |
| бег на 400 метров             | Алонсо Расселл                                           |                       |                       |                       | не проводится  | не проводится  | не проводится  |                                                       |                                                       |                                                       |       |       |
| бег на 400 метров с барьерами | Джеффри Гибсон                                           |                       |                       |                       | не проводится  | не проводится  | не проводится  |                                                       |                                                       |                                                       |       |       |
| Эстафета                      | Предварительный раунд                                    | Предварительный раунд | Предварительный раунд | Предварительный раунд | Полуфинал      | Полуфинал      | Полуфинал      | Финал                                                 | Финал                                                 | Финал                                                 | Финал | Финал |
| Эстафета                      | Состав                                                   | Забег                 | Время                 | Место                 | Забег          | Время          | Место          | Состав                                                | Состав                                                | Состав                                                | Время | Место |
| эстафета 4×400 метров         | Алонсо Расселл Крис Браун Стивен Гардинер Стивен Ньюболд |                       |                       |                       | не проводится  | не проводится  | не проводится  | Алонсо Расселл Майкл Мэтью Стивен Гардинер Крис Браун | Алонсо Расселл Майкл Мэтью Стивен Гардинер Крис Браун | Алонсо Расселл Майкл Мэтью Стивен Гардинер Крис Браун |       |       |

Технические дисциплины
| Дисциплина      | Спортсмен           | Квалификация | Квалификация | Финал     | Финал |
| Дисциплина      | Спортсмен           | Результат    | Место        | Результат | Место |
| --------------- | ------------------- | ------------ | ------------ | --------- | ----- |
| тройной прыжок  | Ливан Сэндс         |              |              |           |       |
| тройной прыжок  | Латарио Колли-Миннс |              |              |           |       |
| прыжок в высоту | Дональд Томас       |              |              |           |       |
| прыжок в высоту | Тревор Бэрри        |              |              |           |       |
| прыжок в высоту | Джамал Уилсон       |              |              |           |       |

Женщины
Беговые дисциплины
| Дисциплина                    | Спортсмен                                                  | Предварительный раунд | Предварительный раунд | Предварительный раунд | Четвертьфиналы | Четвертьфиналы | Четвертьфиналы | Полуфиналы | Полуфиналы | Полуфиналы | Финал | Финал |
| Дисциплина                    | Спортсмен                                                  | Забег                 | Время                 | Место                 | Забег          | Время          | Место          | Забег      | Время      | Место      | Время | Место |
| ----------------------------- | ---------------------------------------------------------- | --------------------- | --------------------- | --------------------- | -------------- | -------------- | -------------- | ---------- | ---------- | ---------- | ----- | ----- |
| бег на 100 метров             | Тиния Гайтер                                               |                       |                       |                       |                |                |                |            |            |            |       |       |
| бег на 200 метров             | Тиния Гайтер                                               |                       |                       |                       | не проводится  | не проводится  | не проводится  |            |            |            |       |       |
| бег на 200 метров             | Антоника Страчан                                           |                       |                       |                       | не проводится  | не проводится  | не проводится  |            |            |            |       |       |
| бег на 200 метров             | Шеника Фергюсон                                            |                       |                       |                       | не проводится  | не проводится  | не проводится  |            |            |            |       |       |
| бег на 400 метров             | Шона Миллер-Уйбо                                           |                       |                       |                       | не проводится  | не проводится  | не проводится  |            |            |            |       |       |
| бег на 100 метров с барьерами | Педря Сеймур                                               |                       |                       |                       | не проводится  | не проводится  | не проводится  |            |            |            |       |       |
| Эстафета                      | Предварительный раунд                                      | Предварительный раунд | Предварительный раунд | Предварительный раунд | Полуфинал      | Полуфинал      | Полуфинал      | Финал      | Финал      | Финал      | Финал | Финал |
| Эстафета                      | Состав                                                     | Забег                 | Время                 | Место                 | Забег          | Время          | Место          | Состав     | Состав     | Состав     | Время | Место |
| эстафета 4×400 метров         | Ланис Кларк Антоника Страчан Кармиша Кокс Кристина Амертил |                       |                       |                       | не проводится  | не проводится  | не проводится  |            |            |            |       |       |

Технические дисциплины
| Дисциплина     | Спортсмен     | Квалификация | Квалификация | Финал     | Финал |
| Дисциплина     | Спортсмен     | Результат    | Место        | Результат | Место |
| -------------- | ------------- | ------------ | ------------ | --------- | ----- |
| прыжок в длину | Бьянка Стюарт |              |              |           |       |